# In girum imus nocte et consumimur igni
In girum imus nocte et consumimur igni è un famoso palindromo in lingua latina che, tradotto in italiano, restituisce "giriamo in tondo nella notte e veniamo consumati dal fuoco".
Spesso attribuito a Virgilio, il verso non è tuttavia reperibile in alcuna delle sue opere note ed è probabilmente un'attribuzione errata di epoca successiva; il celebre verso sarebbe quindi una forma abbreviata del pentametro vero e proprio in girum imus nocte ecce et consumimur igni, mancante di un piede con significato giriamo in tondo nella notte ed, ecco, veniamo consumati dal fuoco.
La definizione potrebbe essere riferibile tanto alle falene che, attratte dalla luce di una lanterna finiscono per uccidersi, quanto alle torce, in riferimento al loro consumarsi bruciando nella notte.
Nel Medioevo alla frase veniva attribuito un potere magico poiché, se trascritta su una pergamena e poi bruciata, avrebbe permesso di trovare la formula della pietra filosofale.
Nel 1978, il poliedrico intellettuale francese Guy Debord intitola il suo documentario-film con tale palindromo, producendo una radicale critica, tra le altre cose, della posizione occupata dallo spettatore spettacolare.